# Teoría de codificación dual

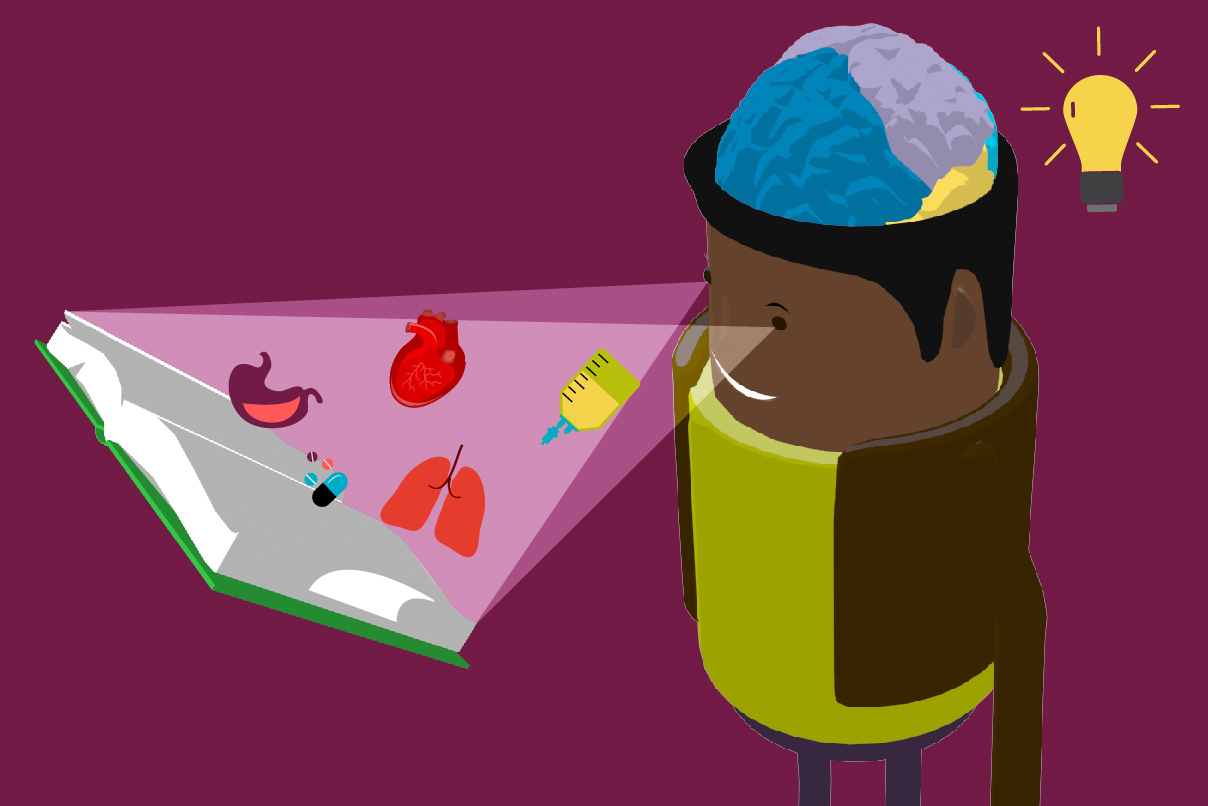
visual storytelling Sohini Gowan

La teoría de la codificación dual es una teoría sobre la cognición humana que fue planteada por Allan Paivio en 1971. Esta teoría consiste en que la información visual y la información verbal se procesa en diferentes canales de la mente, creando dos representaciones distintas para la misma información, uno en cada uno de ellos. Por ejemplo, si una persona ha almacenado el estímulo «perro», esta lo tendrá almacenado de dos maneras: como la palabra «perro» y como la imagen de un perro. Cuando se le pide que recuerde el estímulo, la persona podrá recuperar la palabra, la imagen o las dos al mismo tiempo. La probabilidad de recordar este concepto aumenta porque se almacena de dos maneras distintas.
Según Paivio, habría dos maneras de ampliar un concepto ya aprendido: mediante nuevas asociaciones verbales o nuevas imágenes mentales.

## Códigos mentales
Según esta teoría hay dos tipos de códigos mentales, uno para cada uno de los canales mencionados anteriormente. Estos códigos se usan para organizar información entrante para poder actuar en respuesta, o almacernarla para luego recuperla posterormente. 
Los códigos analógicos se utilizan para representar imágenes. Estos códigos conservan las principales características de la percepción de lo que se representa, por lo que las imágenes que se forman son muy similares a los estímulos físicos. Dicho de otra manera, son una representación casi exacta de los estímulos físicos que observamos en nuestro entorno como los árboles y los ríos
Los códigos simbólicos se utilizan para formar representaciones mentales de palabras. Representan algo conceptualmente y a veces, arbitrariamente, en contraposición a lo perceptivo. Parecido a la manera en la que un reloj digital representa información en forma de números para mostrar la hora, los códigos simbólicos representan información en nuestra mente en forma de símbolos arbitrarios, como palabras y combinaciones de palabras para representar una idea. Cada símbolo (x, y, 1, 2, etc.) puede representar arbitrariamente algo distinto a sí mismo. Por ejemplo, la letra «x» se usa a menudo para representar algo más que el concepto de la letra del alfabeto «equis»: puede representar una variable en matemáticas o un símbolo de multiplicación en una ecuación. Los conceptos como la multiplicación se pueden representar con este símbolo porque le asignamos arbitrariamente un concepto más profundo.

## Apoyo

### Evidencia de la investigación psicológica
Muchos investigadores han acordado que solo se utilizan palabras e imágenes en la representación mental.
La evidencia de respaldo muestra que la memoria para cierta información verbal se mejora si también se presenta una imagen visual relevante o si el alumno puede imaginar una imagen visual que vaya con la información verbal. Del mismo modo, la información visual a menudo puede mejorarse cuando se combina con información verbal relevante, ya sea real o imaginaria.
Esta teoría ha sido aplicada al uso de presentaciones multimedia. Debido a que las presentaciones multimedia requieren memoria de trabajo tanto  espacial como  verbal, los individuos codifican la información presentada y es más probable que recuerden la información cuando se analizan en una fecha posterior.
Además, los estudios realizados con palabras abstractas y concretas también encontraron que los participantes recordaban las palabras concretas mejor que las palabras abstractas (Hargis y Gickling, 1978; Sadoski, 2005; Yui, Ng y Perera-W.A., 2017).

Paivio descubrió que cuando se les mostraba una secuencia rápida de imágenes y una secuencia rápida de palabras, a los participantes se les pedía que recordaran las palabras y las imágenes, en cualquier orden, eran mejores para recordar las imágenes. Sin embargo, los participantes recordaron más fácilmente el orden secuencial de las palabras, en lugar de la secuencia de imágenes. Estos resultados apoyaron la hipótesis de Paivio de que la información verbal se procesa de manera diferente a la información visual y que la información verbal era superior a la información visual cuando también se requería un orden secuencial para la tarea de memoria (Paivio, 1969). Lee Brooks realizó un experimento que proporcionó soporte adicional para dos sistemas para la memoria. Hizo que los participantes realizaran una tarea visual, donde tenían que ver una imagen y contestar preguntas sobre la imagen, o una tarea verbal, donde escucharon una oración y luego se les pidió que respondieran preguntas relacionadas con la oración. Para responder a las preguntas, se pidió a los participantes que respondieran de manera verbal, visual o manual. A través de este experimento, Brooks descubrió que la interferencia se producía cuando una percepción visual se mezclaba con la manipulación de la tarea visual, y las respuestas verbales interfieren con una tarea que involucra una declaración verbal que debe manipularse manualmente. Esto apoyó la idea de dos códigos utilizados para representar mentalmente la información (Sternberg 2003).
La memoria de trabajo propuesta por Alan Baddeley incluye un sistema de procesamiento de dos partes con un boceto visuoespacial y un bucle fonológico que esencialmente corresponde a la teoría de Paivio.
Las teorías de codificación dual complementan una teoría de la lectura de doble ruta. Cuando las personas leen información escrita, la teoría de doble ruta sostiene que los lectores acceden a información ortográfica y fonológica para reconocer palabras en la escritura.
El trabajo de Paivio tiene implicaciones para la alfabetización, mnemotécnicas visuales, generación de ideas, HPT, factores humanos, diseño de interfaz, así como el desarrollo de materiales educativos entre otros. También tiene implicaciones para las ciencias cognitivas y el modelado cognitivo computacional (en forma de modelos cognitivos de proceso dual, etc.), por ejemplo, Anderson, 2005; Just et al., 2004, Sun, 2002). También ha tenido implicaciones para la robótica cognitiva

### Apoyo a la neurociencia cognitiva
Se han utilizado dos métodos diferentes para identificar las regiones involucradas en la percepción visual y las imágenes visuales. Primero, la resonancia magnética funcional (IRMf) se usa para medir el flujo sanguíneo cerebral, lo que permite a los investigadores identificar la cantidad de glucosa y oxígeno que consume una parte específica del cerebro, con un aumento en el flujo sanguíneo que proporciona una medida de la actividad cerebral. En segundo lugar, se puede usar un potencial relacionado con eventos (ERP) para mostrar la cantidad de actividad eléctrica cerebral que se está produciendo debido a un estímulo particular. Los investigadores han utilizado ambos métodos para determinar qué áreas del cerebro están activas con diferentes estímulos, y los resultados han apoyado la teoría de la codificación dual. Se han realizado otras investigaciones con tomografía por emisión de positrones (PET) y fMRI para mostrar que los participantes habían mejorado la memoria de las palabras y oraciones cuando estaban emparejados con una imagen, imaginada o real, y mostraron una mayor activación cerebral para procesar palabras abstractas que no se emparejan fácilmente una imagen.

## Controversias
Ha habido controversias sobre las limitaciones de la teoría de la codificación dual: la teoría de la codificación dual no tiene en cuenta la posibilidad de que la cognición no esté mediada por algo distinto a las palabras y las imágenes; no se han realizado suficientes investigaciones para determinar si las palabras y las imágenes son la única forma en que recordamos los elementos; la teoría se desmontará si se descubrieran otros códigos mentales.
Otra limitación de la teoría es que solo es válida para pruebas en las que se les pide a las personas que se centren en identificar cómo se relacionan los conceptos. Si no se pueden formar asociaciones entre una palabra y una imagen, es mucho más difícil recordar la palabra en un momento posterior. Si bien esto limita la efectividad de la teoría de la codificación dual, aún es válida en una amplia gama de circunstancias y se puede usar para mejorar la memoria.

## Teorías alternativas
John Anderson y Gordon Bower propusieron una teoría distinta de cómo se representa mentalmente el conocimiento: la teoría proposicional. Esta afirma que las representaciones mentales se almacenan como proposiciones en lugar de imágenes. Aquí, la proposición se define como el significado que subyace a la relación entre los conceptos. Esta teoría establece que las imágenes se producen como resultado de otros procesos cognitivos porque el conocimiento no se representa en forma de imágenes, palabras o símbolos.
La teoría de la codificación común también se ha propuesto como una alternativa a la teoría de la codificación dual. La teoría de codificación común analiza cómo las cosas que vemos y oímos están conectadas a nuestras acciones motoras. Afirma que existe un código común que se comparte entre percibir algo y la acción motora respectiva.